# Moses Horowitz
Moses Horowitz, eigentlich Moische Isaak Ha-Levi Horowitz, (auch Hurvitz, geb. 27. Februar 1844 in Stanisławów, Kaisertum Österreich; gest. 4. März 1910 in New York) war ein jiddischer Theaterschriftsteller und Theaterleiter. Er schrieb über 169 Theaterstücke.

## Leben

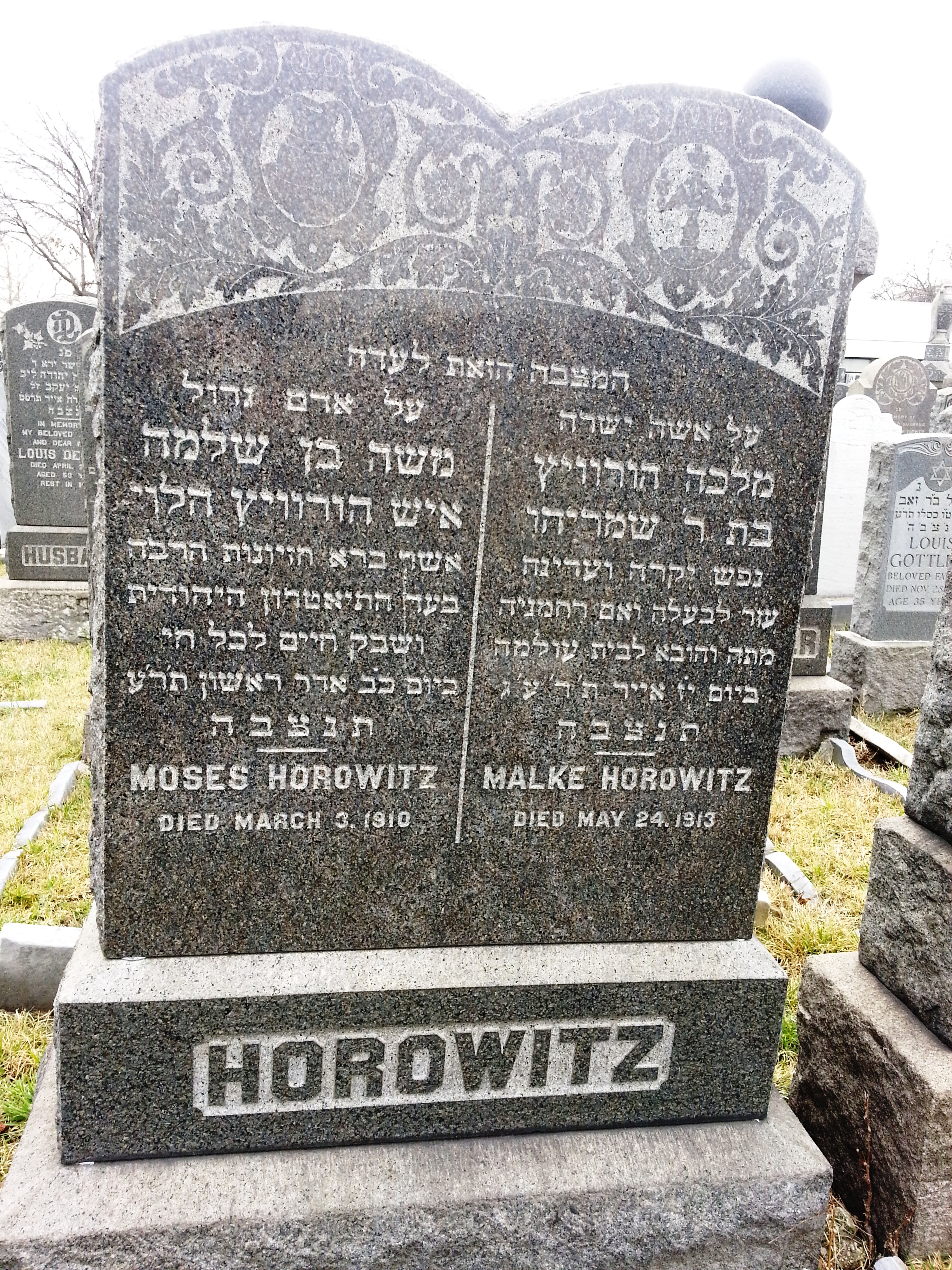
Grabstein in New York

Moische Horowitz wurde 1844 im galizischen Stanisławów geboren. Mit 18 Jahren ging er nach Iași in Rumänien, später nach Bukarest. 1877 kam er zu Abraham Goldfaden und dessen jiddischem Theater. Er schrieb erste Theaterstücke, auch für die Theatergruppen von Israel Grodner und Sigmund Mogulescu.
1884 ging er nach London, 1886 in die USA. Dort schrieb er weitere Dramen. Er starb 1910.